# Museum Polling

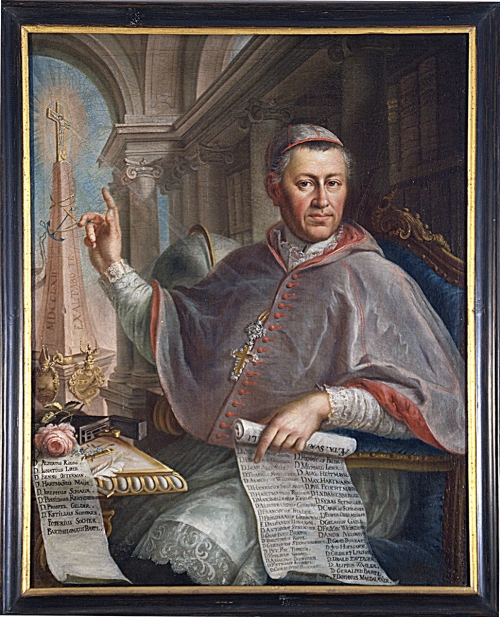
Propst Franz Töpsl; Gemälde von Johann Baptist Baader, 1762

Das Museum Polling befindet sich am Kirchplatz 11 in Polling, einer oberbayerischen Gemeinde im Landkreis Weilheim-Schongau. 
Das Museum zeigt auf drei Stockwerken im ehemaligen Seminaristengebäude des Klosters Polling eine Sammlung zur religiösen Kunst, Volksfrömmigkeit, Ortsgeschichte, Naturkunde, Malerei und Alltagskultur. Ebenso ist die tausendjährige Geschichte des Klosters  dargestellt und an einer Medienstation abrufbar.
Das Museum verfügt über eine umfangreiche Sammlung von Mineralien und Fossilien sowie eine Ausstellung zur Entstehung des Pollinger Kalktuffs.